# Leibeek (Zemst)

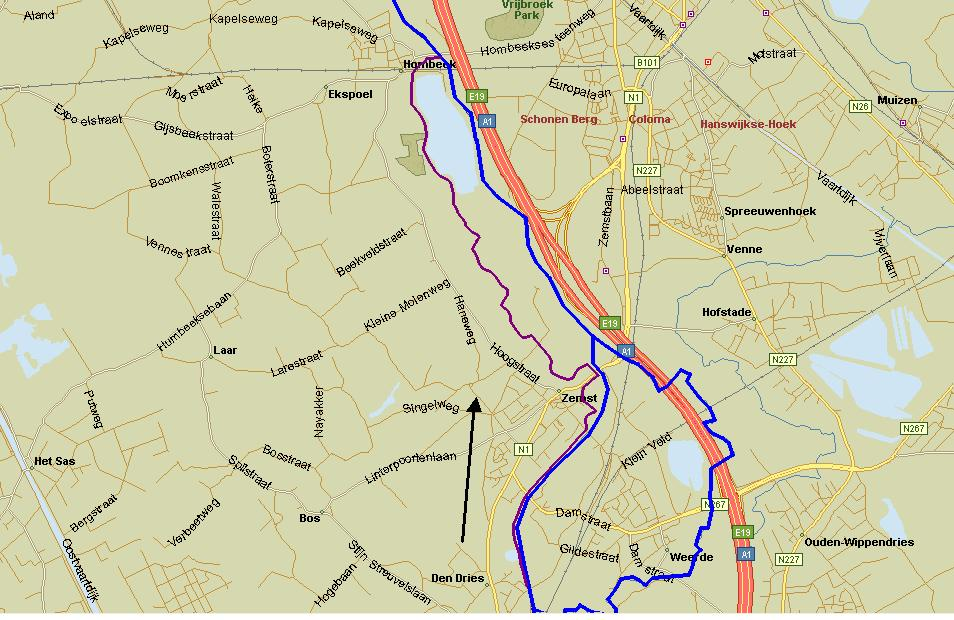
De Leibeek (paars) en de rivier Zenne (blauw). Zwarte pijl geeft stroomzin aan.

De Leibeek is een beek die zijn oorsprong vindt tussen de plaatsen Eppegem en Zemst, in de Belgische provincie Vlaams-Brabant.
Ze begint vlak bij de Zenne op zo'n 9 meter boven de zeespiegel. De beek stroomt een tweetal kilometer vlak naast de Zenne, mede omdat ze de Zenne afwatert wanneer diens waterpeil te hoog staat. Pas waar ze de Brusselsesteenweg in Zemst kruist laat ze de Zenne achter zich. Ze stroomt in het noorden van gemeente Zemst dan verder door de weilanden van Het Schom, daar wordt ze aangevuld door de Kleempoelbeek, de vijver van het Kasteel van Relegem en de Molenbeek.
De Leibeek stroomt verder noordwaarts en wordt in het bos net voorbij het Kasteel van Relegem nogmaals aangevuld, ditmaal door de Kesterbeek. Vanaf ze door drie beken aangevuld is, is de beek veel groter en stroomt ze Mechelen binnen. Dan vervolgt ze haar pad langs de westelijke grens van de Eglegemvijver. Als deze vijver te veel water bevat komt het ook in de Leibeek terecht. Iets ten noorden van de Eglegemvijver komt de Leibeek in de Zenne terecht, op een hoogte van 4 meter.

## Geschiedenis
Voordat de Willebroekse Vaart werd gegraven in 1550 was de Zenne een belangrijke vaarweg naar Brussel, maar ook de Leibeek werd in die tijd bevaren. 
Van half augustus 2011 tot half november 2011 werd de Leibeek vanaf de visvijver bij Eppegem tot waar de Molenbeek in de beek stroomt geruimd omdat de beek schadelijk slib bevatte dat ook voor geurhinder zorgde. Dit kwam omdat tot begin 2011 al het afvalwater van de dorpskernen Eppegem en Zemst in de beek werd geloosd en de beek een klein verval heeft. Dit alles kostte zo'n 400.000 euro.